# Asahi (szczyt)
Asahi (jap. 旭岳 Asahi-dake) – najwyższy szczyt (2291 m n.p.m.) wyspy Hokkaido w Japonii. Jest częścią grupy wulkanicznej Daisetsu-zan w górach Ishikari i znajduje się w północnej części Parku Narodowego Daisetsu-zan.
Latem góra cieszy się popularnością wśród pieszych turystów. Jest łatwo dostępna z Asahi-dake Onsen za pomocą kolejki linowej. Staw Sugatami znajdujący się bezpośrednio pod szczytem słynie z malowniczego odbicia szczytów, śniegu i pary z kanałów wulkanicznych.

## Historia
Dawniej w okolicach fumaroli wydobywano siarkę.

## Geologia
Góra Asahi jest aktywnym stratowulkanem powstałym 3 km od kaldery Ohachi-Daira. Japońska Agencja Meteorologiczna przyznała temu obszarowi kategorię C aktywności wulkanicznej. Poza głównym szczytem, na południowo-wschodnim zboczu znajduje się mniejszy wulkan, Ushiro-Asahi (jap. 後旭岳 Ushiro-Asahi-dake; "tylny" Asahi). Jest to stratowulkan o wysokości 2216 m, zbudowany przede wszystkim z andezytu i dacytu. Jest to skała wulkaniczna z holocenu o odczynie obojętnym, nie starsza niż 18 000 lat.

### Historia erupcji
Nie ma żadnych zapisów historycznych dotyczących erupcji góry Asahi. Poniższe wydarzenia zostały określone na podstawie tefrochronologii i datowania radiowęglowego:
- 3200 p.n.e. ± 75 lat
- 2800 p.n.e. ± 100 lat
- 1450 p.n.e. ± 50 lat
- 550 p.n.e. ± 500 lat
- 1739

Obecna aktywność góry Asahi przybiera formę fumaroli.